# 李保川
李保川，祖籍浙江宁波宁海县，生于台湾台北，是著名美籍华裔女画家、妇女权益活动家。专长工笔画和西方画派的结合。

## 生平

### 家庭
生父是中华民国警界巨擘李士珍，中将，中国现代警察之父。姐姐李保玉是台湾女教育家，历任國立臺東大學、大华科技大学校长。

### 個人經歷
李保川的祖籍在浙江宁波宁海县，生于台湾台北，自小热衷艺术，显现绘画天赋兴趣爱好获得家人支持，因而获得系统训练。早年就读于淡江大学中文系，毕业后在台灣某中学任教。在20世纪的70年代，随夫彭漢雲移居美国，定居纽约。在美国時，师从美籍浙派画家陈雪薇，技艺进一步精熟，尤擅长工笔画，于工笔花鸟画、人物画用力尤深。曾任美东华人妇女联合会会长、美国华人妇女联谊会理事长等社会职务。是美東淡江大學校友會董事。

## 家庭
夫彭漢雲是台湾著名篮球运动员，于2012年去世，享年76岁。
二人有一子三女。2007年曾捐赠李士珍身前遗物陈列于南京总统府(今南京中国近代史遗址博物馆)。 

## 代表画展
- 2011年4月纽约华侨文教服务中心“李保川国画展” ，台湾驻美外交官员和在美侨领多人出席剪彩[8]。